# Hjørdis Høsøien
Hjørdis Høsøien er en norsk håndboldspiller. Hun spillede 54 kampe og scorede 21 mål for Norges håndboldlandshold mellem 1966 og 1975. Hun deltog også under VM 1973 og 1975.